# Tomopleura bellardii
Tomopleura bellardii is een slakkensoort uit de familie van de Borsoniidae. De wetenschappelijke naam van de soort is voor het eerst geldig gepubliceerd in 1883 door Jousseaume.